# Ronde van de Kaap
De Giro del Capo (Nederlands: Ronde van de Kaap, Engels: The Tour of the Cape) was een meerdaagse wielerwedstrijd die jaarlijks werd verreden in Zuid-Afrika. De Giro del Capo is een wedstrijd die deel uitmaakte van de UCI Africa Tour, de Afrikaanse tak van de continentale circuits van de UCI, en was geclassificeerd als een wedstrijd van de 2.2-categorie.
De Giro del Capo werd van 1996 tot en met 2008 ieder jaar verreden. De eerste winnaar was de Amerikaans Scott Mercier. Wat betreft overwinningen is David George, een Zuid-Afrikaan, de recordhouder met 4 overwinningen: hij won in 2002, 2003, 2004 en 2010. In 2010 werd de wedstrijd, na één jaar van afwezigheid, voor de laatste keer verreden. 

## Lijst van winnaars

### Meervoudige winnaars
| Overwinningen | Renner       | Land        | Jaren                     |
| ------------- | ------------ | ----------- | ------------------------- |
| 4             | David George | Zuid-Afrika | 2002 + 2003 + 2004 + 2010 |

### Overwinningen per land
| Overwinningen | Land                                                                               |
| ------------- | ---------------------------------------------------------------------------------- |
| 7             | Zuid-Afrika                                                                        |
| 1             | Oostenrijk , Nederland , Polen , Rusland , Slowakije , Verenigde Staten , Zimbabwe |